# SMS Prinz Heinrich
Pour les articles homonymes, voir Heinrich.
Le SMS Prinz Heinrich  est un croiseur cuirassé unique de la Marine impériale allemande.  Celui-ci est construit sur le chantier naval Kaiserliche Werft de Kiel (Allemagne) à la fin du XIXe siècle.

Il porte le nom d'Henri de Prusse (1862-1929), grand-amiral de la flotte allemande pendant la Première Guerre mondiale et frère du Kaiser.

## Conception
Il bénéficie d'une toute nouvelle conception  de son artillerie secondaire qui, au lieu d'être dispersée sur toute la longueur de ses flancs, se trouve un peu plus concentrée dans des tourelles fortement blindées.

## Histoire
Au début de la Première Guerre mondiale le SMS Prinz Heinrich est affecté au IIIe Groupe de Reconnaissance. Il participe à l'opération de bombardement de la ville de Hartlepool au Royaume-Uni le 16 décembre 1914 en étant en protection de haute mer avec le SMS Roon.

En avril 1915, il rejoint la mer Baltique. Dès 1916, il devient un navire-caserne jusqu'à la fin de la guerre. En 1920, il est démoli.

### source
- (de) Cet article est partiellement ou en totalité issu de l’article de Wikipédia en allemand intitulé « SMS Prinz Heinrich » (voir la liste des auteurs).